# Boubacar Fofana (Fußballspieler, 1998)
Boubacar Fofana (* 7. September 1998 in Paris) ist ein französischer Fußballspieler.

## Karriere
Fofana begann seine Laufbahn in der Jugend der US Torcy und des SC Bastia. Zur Saison 2017/18 wechselte er zum Viertligisten SAS Épinal. Bis Saisonende kam er zu 20 Einsätzen in der viertklassigen National 2, wobei er ein Tor erzielte. Zur folgenden Spielzeit wechselte er zur AS Saint-Priest. Für Saint-Priest bestritt er 14 Partien in der National 2, in denen er fünf Tore schoss. Im Januar 2019 schloss er sich dem Zweitligisten Gazélec FC Ajaccio an. Am 23. April 2019, dem 34. Spieltag, gab er beim 1:1 gegen Chamois Niort sein Debüt für Ajaccio in der Ligue 2, als er in der 58. Minute für Jérémy Blayac eingewechselt wurde. Bis Saisonende spielte er insgesamt zwei Mal in der regulären Spielzeit der Ligue 2. In der folgenden Relegation gegen den Le Mans FC kam er im Hinspiel zu einem weiteren Kurzeinsatz, Ajaccio stieg schlussendlich in die drittklassige National ab. Zur Saison 2019/20 wechselte er zu Olympique Lyon. In 15 Monaten bei OL bestritt er 12 Partien für die zweite Mannschaft in der viertklassigen National 2 und schoss dabei zwei Tore. Im Oktober 2020 wechselte Fofana zum Schweizer Erstligisten Servette FC. Am 17. Oktober 2020, dem 4. Spieltag, debütierte er beim 0:0 gegen den BSC Young Boys in der Super League, als er in der Startelf stand. Bis zum Ende der Saison absolvierte er 23 Partien in der höchsten Schweizer Spielklasse, in denen er sechsmal traf. Am 9. Juni 2021 verlängerte er seinen Vertrag bis 2024. Kurz darauf zog er sich im Trainingslager einen Kreuzbandriss und einen Meniskusriss zu und verpasste die Saison 2021/22 komplett. Nach seiner Genesung spielte er in der Hinrunde der Saison 2022/23 fast in jedem Spiel und erzielte 3 Tore, verletzte sich dann aber wieder und verpasste die Hälfte der Rückrunde. Nach seiner Rückkehr im April 2024 war er nur noch Einwechslungsspieler. Nachdem er in der Hinrunde der Saison 2023/24 in der Liga lediglich zweimal kurz eingewechselt und ab dem 24. September 2023 ganz aus dem Kader gestrichen worden war, schloss er sich Anfang Januar 2024 dem Ligakonkurrenten FC Winterthur an. Hier wurde er in der Rückrunde in 19 von 20 Spielen eingesetzt, in 12 davon in der Startelf, und erzielte 3 Tore. In der Saison 2024/25 spielte er anfangs ebenfalls regelmäßig, wenn auch zunehmend als Einwechslungsspieler. Ab dem 8. Dezember 2024 kam er nur noch zu einem Teileinsatz und stand ansonsten mit einer Ausnahme nicht mehr im Kader. Im Juni 2025 wurde sein Vertrag in gegenseitigem Einvernehmen aufgelöst.